# Bengazi

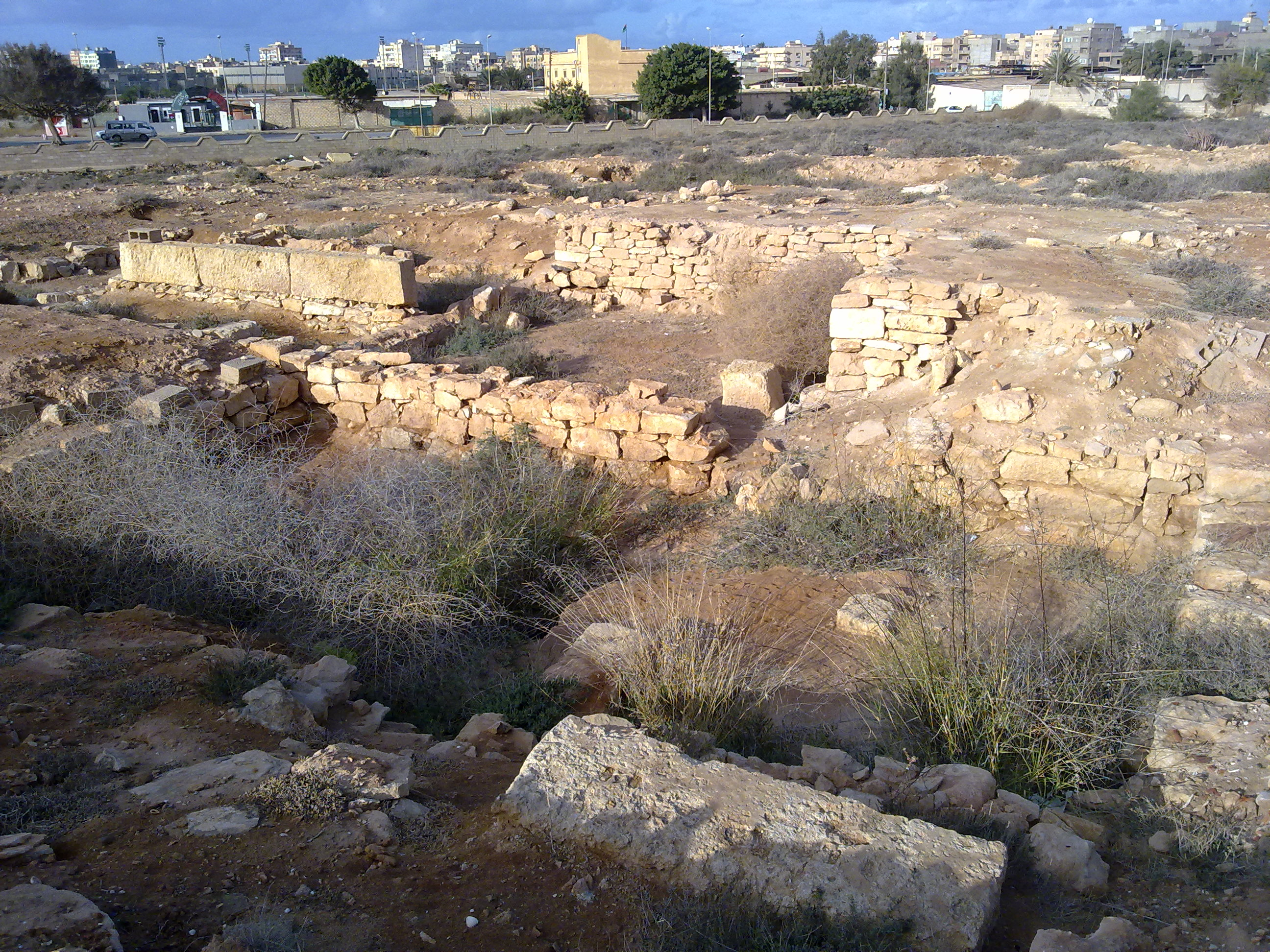
Ruiny Hesperides (2011)

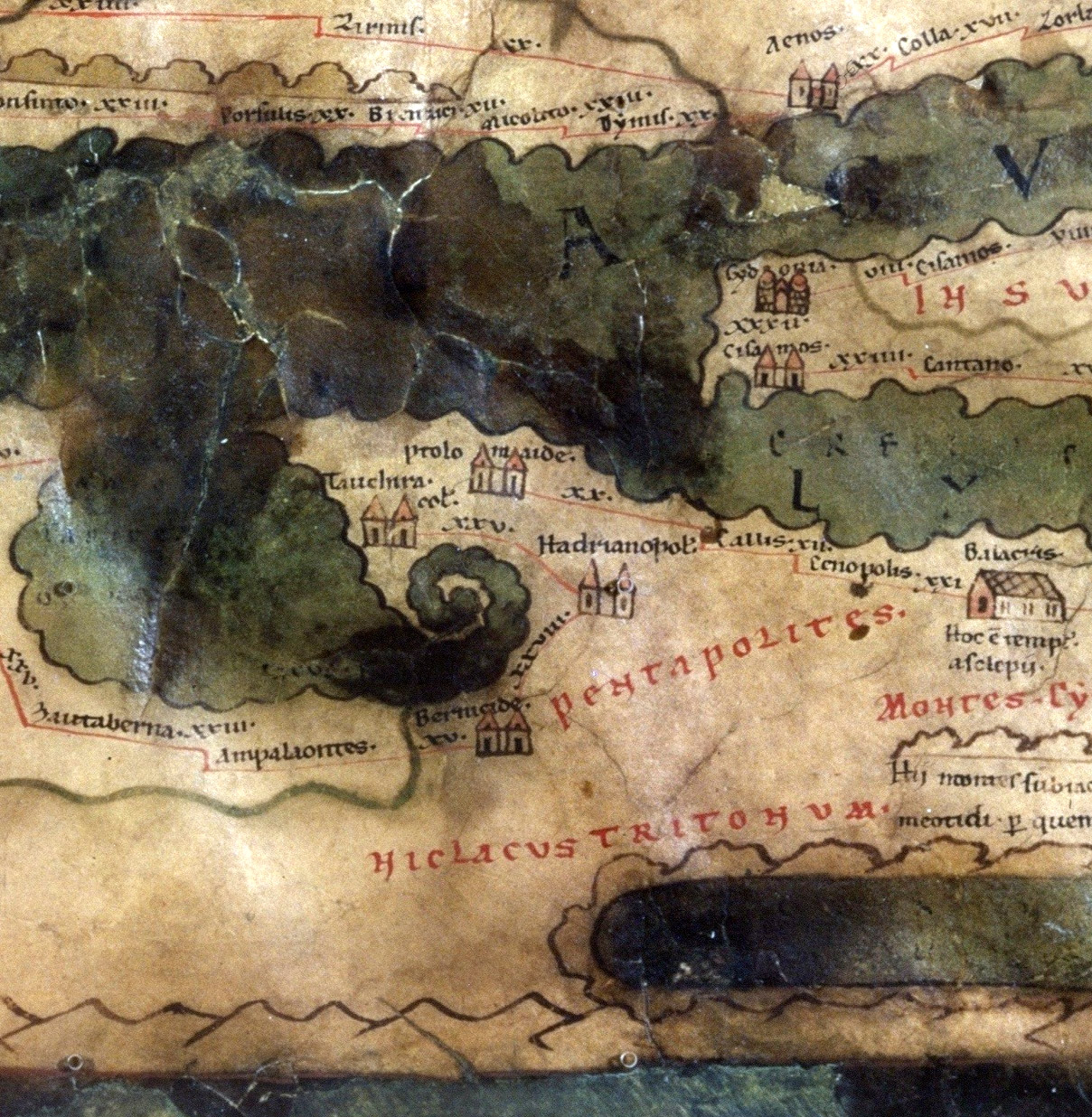
Berenice na mapie Tabula Peutingeriana

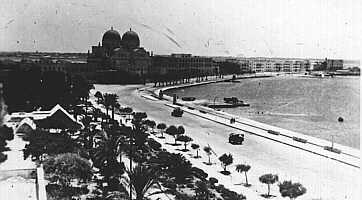
Bengazi pod rządami włoskimi

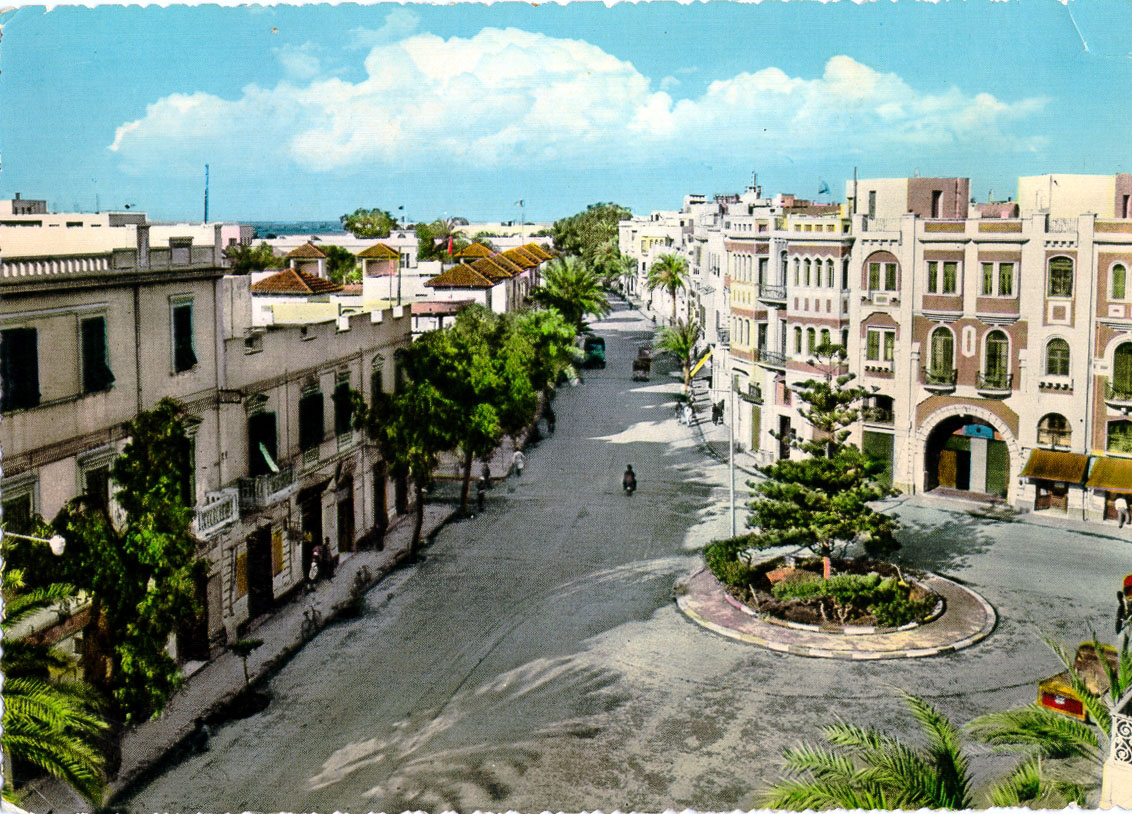
Bengazi w latach 60. XX wieku

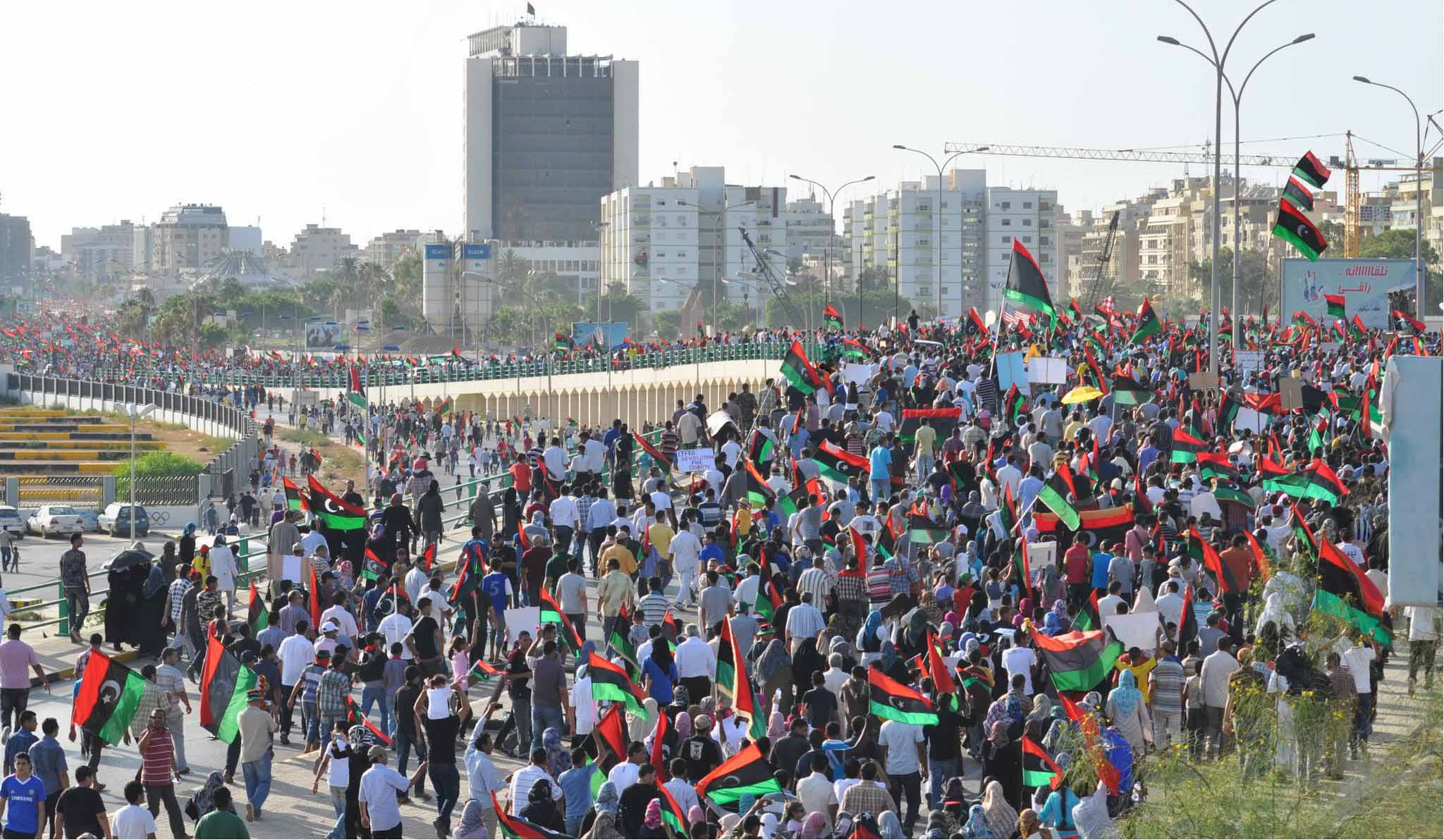
Protesty w Bengazi w 2011 roku

Bengazi (ar. بنغازي, Banghāzī) – miasto w Libii, nad zatoką Wielka Syrta (Morze Śródziemne), stolica Cyrenajki. Drugie co do wielkości miasto kraju.

## Geografia
Bengazi leży w północno-wschodniej Libii, po wschodniej stronie zatoki Wielka Syrta. Jest stolicą Cyrenajki i drugim pod względem wielkości i znaczenia gospodarczego miastem Libii . Znajdują się tu port handlowy, rafineria ropy naftowej, jeden z największych na świecie zakładów odsalania wody morskiej oraz wiele zakładów przemysłowych .
Liczba mieszkańców miasta w 2008 roku wynosiła 712 tys. 

## Historia

### Hesperides i Berenice
W starożytności w regionie powstała kolonia grecka Hesperides (gr. Εὐεσπερίδες) . Osadnicy przybyli tu najprawdopodobniej z Cyreny na początku VI w. p.n.e.  Ok. 247 roku p.n.e. na południowy zachód od Hesperides zbudowano nowe miasto nazwane Berenice na cześć żony Ptolemeusza III (284–221 p.n.e.) Bereniki II (267/266–221 p.n.e.) . Przeniesienie miasta związane było najprawdopodobniej z zamulaniem lagun . Berenice funkcjonowało do XI w.  Na początku naszej ery zostało zajęte przez Rzymian . Od III w. było głównym ośrodkiem regionu . Ucierpiało w atakach Wandalów i po krótkim okresie ożywienia, jego znaczenie zmalało i miasto podupadło .
W 1946 roku znaleziono fragmenty ceramiki greckiej, a późniejsze prace archeologiczne potwierdziły odkrycie Hesperides .

### Bengazi
W XV w. region został ponownie odkryty przez kupców z Trypolitanii. Założono Bengazi, które nazwano na cześć świętego męża Ibn-Ghaziego . Po krótkim ożywieniu, miasto ponownie podupadło za panowania najpierw tureckiego a potem dynastii Karamanlı. Do kolejnego rozkwitu doszło w okresie osmańskim, który trwał od 1835 do 1911 roku . Większość mieszkańców miasta pochodziła wówczas z Tunisu i Trypolitanii, przede wszystkim z miasta Misrata. W 1856 roku brytyjski podróżnik James Hamilton oszacował populację miasta na 5 tys. mieszkańców.
W 1911 roku, podczas wojny trypolitańskiej (1911–1912), miasto zostało zdobyte przez Włochy  i na mocy zawartego w 1913 roku traktatu pokojowego wraz z resztą Cyrenajki i Trypolitanii przeszło w ręce włoskie i w 1934 roku weszło w skład włoskiej kolonii o nazwie Libia . W pobliżu Bengazi znajduje się grób przywódcy powstania przeciwko włoskiej okupacji Umara al-Muchtara (1862–1931). W latach międzywojennych reżim Benita Mussoliniego prowadził akcję italianizacji Cyrenajki, za pomocą prób asymilacji rdzennej ludności oraz osiedlania włoskich kolonistów.

### II wojna światowa
W czasie II wojny światowej Bengazi było miastem o znaczeniu strategicznym. Stanowiło ważny węzeł komunikacyjny i port, a w jego okolicach znajdowały się bazy lotnicze. Aż pięciokrotnie przechodziło z rąk do rąk. W lutym 1941 roku zostało zdobyte w ramach operacji „Compass” przez australijską 6 Dywizję Piechoty, aby dwa miesiące później zostać odbite przez Afrika Korps. W grudniu 1941 zostało opanowane przez Wielką Brytanię, a ponownie odbite przez Niemcy już w styczniu 1942 roku. Ostatecznie wpadło w ręce 8 Armii Bernarda Lawa Montgomery'ego w listopadzie 1942 roku, po klęsce wojsk Osi pod El Alamein. W wyniku działań wojennych zostało znacznie zniszczone.

### Po 1945 roku
Do 1949 roku miasto znajdowało się pod zarządem brytyjskim. W latach 1949–1951 było stolicą Emiratu Cyrenajki, który stał się potem częścią niepodległego Królestwa Libii. Bengazi zachowało jednak status miasta stołecznego, dzieląc go z Trypolisem. Do zakończonych rozlewem krwi protestów doszło również w styczniu 1964 roku, a we wrześniu 1969 roku miasto zostało opanowane przez rewolucjonistów. W tym samym roku Bengazi utraciło status miasta stołecznego, po przejęciu władzy nad Libią przez Mu’ammara al-Kaddafiego.  
Po odkryciu w 1964 roku w pobliżu miasta złóż ropy naftowej nastąpił jego gwałtowny rozwój gospodarczy. W latach 70. XX wieku zaszły znaczne przemiany w strukturze ludności. Usunięto slumsy i zbudowano na ich miejscu budynki mieszkalne, co spowodowało znaczny przypływ imigrantów i nowych osadników z prowincji.
15 kwietnia 1986 samoloty sił powietrznych i morskich USA zbombardowały Bengazi w ramach operacji El Dorado Canyon w odwecie za zamach terrorystyczny na dyskotekę „La Belle” w Berlinie, gdzie 5 kwietnia zginęło m.in. dwóch żołnierzy amerykańskich, a wielu zostało rannych.
W latach 1975–2006 znajdowała się tu jedyna poza Trypolisem polska placówka konsularna w Libii.

### Powstanie 2011
W 2011 roku ludność miasta zbuntowała się przeciwko władzom centralnym. 15 lutego ok. 500-600 osób demonstrowało w Bengazi przeciwko reżimowi Muammara Kaddafiego. Doszło do walk z policją, w wyniku których rannych zostało 14 osób, w tym 10 funkcjonariuszy. Kolejne krwawe starcia miały miejsce następnego dnia, a 17 lutego przeciwko demonstrantom zostało wysłane wojsko, które jednak w wyniku kilkudniowych walk zostało wyparte z miasta. Wydarzenia te zainicjowały zbrojne wystąpienia ludności w innych częściach Libii, które przerodziło się w antyrządowe powstanie. Mimo prób odbicia miasta przez siły Kadafiego w marcu, Bengazi pozostało pod kontrolą powstańców, stanowiąc do czasu zdobycia przez nich Trypolisu główny ośrodek polityczny i militarny rebelii.
Po obaleniu Kadafiego Bengazi stało się przyczółkiem muzułmańskich ugrupowań ekstremistycznych. Rozpoczęły one walkę zarówno z obcokrajowcami przebywającymi w Bengazi (np. atak 11 września 2012 na siedzibę konsulatu USA, w którym zginął ambasador USA J. Christopher Stevens i 3 innych pracowników konsulatu) jak i konkurencyjnymi ugrupowaniami (zamach z 13 maja 2013 w którym zginęło 15 cywilów).

## Religia
Zdecydowaną większość mieszkańców stanowią muzułmanie. W mieście istnieją również małe grupy chrześcijan.

### Chrześcijanie
Niewielkie wspólnoty chrześcijańskie składają się głównie lub wyłącznie z obcokrajowców. W Bengazi rezyduje biskup rzymskokatolicki, który obsługuje głównie społeczność maltańską. Koptyjski Kościół Ortodoksyjny jest największym i najbardziej historycznym chrześcijańskich kościołem w Libii, jego wiernymi są egipscy Koptowie. Istnieją również małe wspólnoty prawosławne (Serbski Kościół Prawosławny, Rosyjski Kościół Prawosławny), greckokatolickie i anglikańskie. Te ostatnie składają się głównie z afrykańskich imigrantów i stanowią część anglikańskiej diecezji Egiptu. Działa tu także mała grupa zielonoświątkowców, w jednym z dwóch libijskich zborów.
Po roku 1967 wydalono wszystkich Żydów, którzy mieli tu większość placówek handlowych. Pod koniec lat 70. XX wieku zostali zmuszeni do opuszczenia miasta i kraju także chrześcijanie pochodzenia włoskiego i greckiego.